# Pappogeomys alcorni
La tuza de Alcorn (Pappogeomys alcorni) es un roedor de la familia de los geómidos endémico de México.
Sus medidas aproximadas son 16 cm (longitud total), 6-8 cm (longitud de la cola), 3 cm (longitud de la pata) y 5 cm (longitud de la oreja). Es una pequeña tuza de patas cortas y garras largas, con abazones en las mejillas para almacenar alimento. No posee esmalte dental, lo que es más bien una característica del género Cratogeomys. El pelaje es gris con canela.
Solamente se ha registrado en Mazamitla, Jalisco, y en Jiquilpan, Michoacán, en bosques de pino-encino a altitudes superiores a los 1600 m s. n. m. (metros sobre el nivel del mar).
Se la considera una especie críticamente amenazada.